# U 21 (U-Boot, 1913)
U 21 war ein U-Boot der deutschen Kaiserlichen Marine. Es war das erste U-Boot, das durch einen Torpedoschuss ein feindliches Schiff versenkte; die H. L. Hunley der amerikanischen Südstaatenmarine versenkte zwar bereits 1864 ein feindliches Schiff (die Housatonic), allerdings mit einem Spierentorpedo (einer Art Sprengladungs-Rammsporn).

## Bau und Indienststellung
Das Boot war ein sogenanntes Zweihüllenboot, als Hochseeboot in einem Amtsentwurf konzipiert. Der Auftrag zum Bau des Bootes wurde am 25. November 1910 erteilt. Es wurde am 27. Oktober 1911 auf Kiel gelegt und am 8. Februar 1913 vom Stapel gelassen. Es war eines der ersten U-Boote der Kaiserlichen Marine, das nicht mehr mit einem petroleumbetriebenen Verbrennungsmotor arbeitete, sondern mit einem Dieselmotor. Es wurde am 22. Oktober 1913 unter Oberleutnant zur See Otto Hersing in Dienst gestellt.

## Technik
Das Boot war 64,15 m lang und 6,1 m breit und hatte einen Tiefgang von 3,58 m sowie eine Verdrängung von 650 Tonnen über und 837 Tonnen unter Wasser. Die Besatzung bestand aus 31 Mann, davon vier Offiziere. Die Maschinen für die Überwasserfahrt waren zwei Sechszylinder-Viertakt Dieselmotoren von MAN mit zusammen 1.250 kW (1.700 PS). Zur Unterwasserfahrt kamen zwei AEG-Doppel-Modyn-Elektromotoren mit zusammen 883 kW (1.200 PS) zum Einsatz. Damit waren Geschwindigkeiten von 15,4 kn über Wasser bzw. 9,5 kn unter Wasser möglich. Dass die Marine offenbar mit dieser U-Boot-Klasse sehr zufrieden war, zeigt sich auch daran, dass der Typ bis hin zu U 41 im Wesentlichen unverändert blieb. Der Aktionsradius betrug bis zu 9700 NM bei Überwasserfahrt. Bei getauchter Fahrt mit 5 kn Marschgeschwindigkeit wurden maximal 80 NM erreicht. Die maximale Tauchtiefe betrug 50 Meter. Die sechs mitgeführten Torpedos konnten über zwei Bug- und zwei Heckrohre verschossen werden. Das 8,8-cm-Geschütz wurde 1916 durch ein weiteres 8,8-cm-Geschütze ergänzt.

## Einsätze und Verbleib
U 21 unternahm insgesamt 21 Feindfahrten, auf denen es 36 Handelsschiffe mit einer Gesamttonnage von 78.712 BRT versenkte. Nach anderen Quellen waren es 40 Schiffe mit einer Gesamttonnage von 113.520 BRT sowie zwei beschädigte Schiffe mit 8.918 BRT.
Nur U 9 erzielte im Ersten Weltkrieg größere Erfolge gegen Kriegsschiffe.
Am 5. September 1914 kreuzte U 21 unter seinem Kommandanten Kapitänleutnant Otto Hersing vor der Ostküste Schottlands und traf dort auf die 8. Zerstörer-Flottille unter Führung des Leichten Kreuzers HMS Pathfinder. Da die Pathfinder wegen knapper Kohlenvorräte nur noch fünf Knoten lief, wurde sie zu einem leichten Ziel. Der Torpedo traf die Pathfinder an einer ungepanzerten Stelle im Rumpf genau bei den Munitionskammern. Sie explodierte sofort und sank in wenigen Minuten. Dabei verloren 259 Seeleute ihr Leben und nur elf wurden gerettet.
Im Frühjahr 1915 versuchten britische Truppen, eine Seeverbindung vom Mittelmeer zum Schwarzen Meer zu schaffen, damit dem verbündeten Russland Kriegsmaterial geliefert werden konnte. Hierzu mussten die türkischen Gebiete um die Dardanellen und den Bosporus erobert werden. Die britische Offensive, vor allem der Beschuss der Befestigungen durch Großkampfschiffe, brachten die Türken in eine schwierige Lage. Sie baten den deutschen Admiralstab, U-Boote zur Unterstützung ins Mittelmeer zu schicken.
U 21 trat am 25. April 1915 als erstes Boot den Marsch ins Mittelmeer an. Der Weg führte wegen der nunmehr verstärkten Bewachung im Ärmelkanal um Großbritannien herum. Anfang Mai ergänzte das Boot bei Kap Finisterre seinen Dieselölvorrat vom deutschen Dampfer Marsala, der im neutralen Spanien interniert war. Später stellte sich jedoch heraus, dass dieser Treibstoff für die Motoren von U 21 unbrauchbar war. Hersing entschied sich, die Fahrt in Richtung Mittelmeer nicht abzubrechen. Mit sparsamster Fahrt erreichte U 21 am 13. Mai mit nur noch 1,8 Tonnen „brauchbarem“ Dieselöl den Hafen von Cattaro.
Am 20. Mai lief U 21 zu seinem ersten Einsatz im Mittelmeer aus. Vor der Halbinsel Gallipoli lagen britische Kriegsschiffe und beschossen die türkischen Stellungen. Am 25. Mai wurde das britische Linienschiff Triumph mit einem Torpedo versenkt. Zwei Tage später wurde bei Kap Helles, der Südspitze der Halbinsel, das Linienschiff Majestic gesichtet. Obwohl es von mehreren kleinen Schiffen sowie einem Schutznetz umgeben war, konnte auch dieses Schiff mit einem Torpedo versenkt werden. Ein dritter Erfolg in der Bucht von Kephalo auf der Insel Imbros scheiterte an einer Netzsperre. U 21 lief in Konstantinopel ein. Am 5. Juni 1915 wurde Kapitänleutnant Hersing mit dem Orden Pour le Mérite ausgezeichnet.
Im September lief U 21 zum dritten Mal von Konstantinopel ins Mittelmeer aus. Dann versperrten die Briten den Eingang zu den Dardanellen mit Minen und Netzen. U 21 musste nun wieder nach Cattaro verlegen und unterstand ab dem 1. Oktober 1915 der U-Flottille Pola. Am 11. Februar 1916 konnte U 21 mit dem französischen Panzerkreuzer Amiral Charner ein weiteres Kriegsschiff versenken. In der Folgezeit konnten auch mehrere Handelsschiffe versenkt werden. Ende 1917 kehrte das Boot aus dem Mittelmeer nach Wilhelmshaven zurück.
Nach dem Krieg musste U 21 an Großbritannien ausgeliefert werden. Es sank am 22. Februar 1919 auf der Überführungsfahrt.

### Versenkte Schiffe (Auswahl)

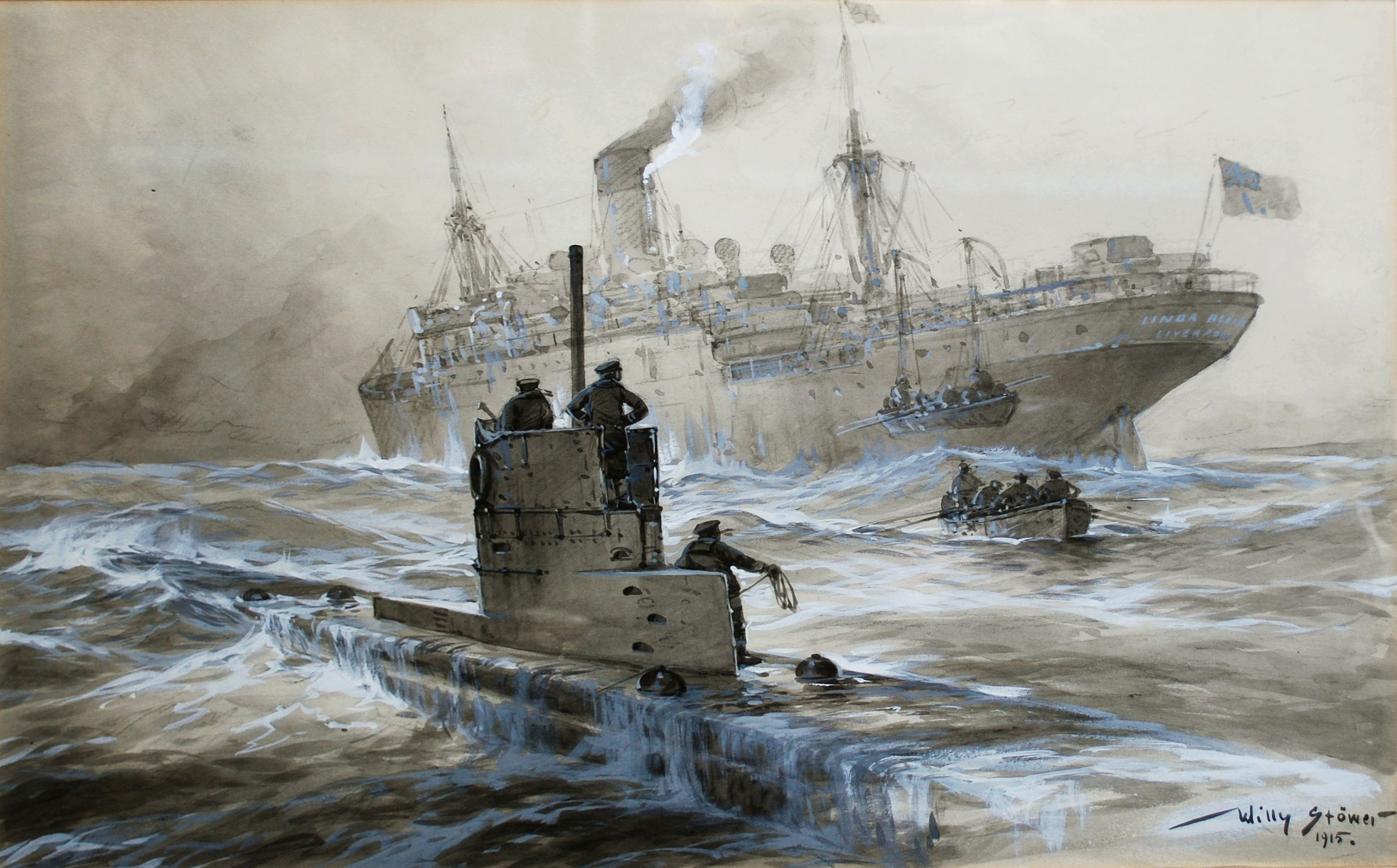
Willy Stöwer – Sinking of the Linda Blanche out of Liverpool, 1915

Die folgende Liste enthält Schiffe mit einer Tonnage von mehr als 1000 Bruttoregistertonnen, die von U 21 versenkt wurden:
1. Britischer Transporter Primo (1.252 BRT) am 26. November 1914[15]
2. Britischer Dampfer Ben Cruachan (3.092 BRT) am 30. Januar 1915[16]
3. Britischer Dampfer Linda Blanche (530 BRT) am 30. Januar 1915[17]
4. Französischer Hilfskreuzer Carthage (5.601 BRT) am 4. Juli 1915[18]
5. Britischer Dampfer Belle Of France (3.876 BRT) am 1. Februar 1916[19]
6. Britischer Dampfer City Of Lucknow (3.677 BRT) am 30. April 1916[20]
7. Britischer Dampfer Glenlogan (5.723 BRT) am 31. Oktober 1916[21]
8. Italienischer Dampfer Bernardo Canale (1.382 BRT) am 31. Oktober 1916[22]
9. Französischer Dampfer Cacique (2.916 BRT) am 20. Februar 1917[23]
10. Niederländischer Dampfer Bandoeng (5.851 BRT) am 22. Februar 1917[24]
11. Niederländischer Dampfer Eemland (3.770 BRT) am 22. Februar 1917[25]
12. Niederländischer Dampfer Gaasterland (3.917 BRT) am 22. Februar 1917[26]
13. Niederländischer Dampfer Jacatra (5.373 BRT) am 22. Februar 1917[27]
14. Niederländischer Dampfer Noorderdijk (7.166 BRT) am 22. Februar 1917[28]
15. Norwegischer Dampfer Normanna (2.900 BRT) am 22. Februar 1917[29]
16. Niederländischer Dampfer Zaandijk (4.006 BRT) am 22. Februar 1917[30]
17. Norwegischer Dampfer Giskö (1.643 BRT) am 22. April 1917[31]
18. Norwegischer Dampfer Theodore William (3.057 BRT) am 22. April 1917[32]
19. Norwegisches Segelschiff Askepot (1.793 BRT) am 29. April 1917[33]
20. Finnisches Segelschiff Borrowdale (1.268 BRT) am 29. April 1917[34]
21. Finnisches Segelschiff Lindisfarne (1.774 BRT) am 3. Mai 1917[35]
22. Britischer Transporter Adansi (2.644 BRT) am 6. Mai 1917[36]
23. Britisches Segelschiff Killarney (1.413 BRT) am 8. Mai 1917[37]
24. Schwedische Barke Baltic (1.413 BRT) am 27. Juni 1917[38]

## Kommandanten
| Dienstgrad           | Name               | von               | bis               |
| -------------------- | ------------------ | ----------------- | ----------------- |
| Oberleutnant zur See | Otto Hersing       | 22. Oktober 1913  | April 1918        |
| Kapitänleutnant      | Bruno Krumhaar     | ?                 | ?                 |
| Kapitänleutnant      | Hans Scabell       | ?                 | Juli 1918         |
| Kapitänleutnant      | Paul Schwerdtfeger | Juli 1918         | ?                 |
| Kapitänleutnant      | Friedrich Klein    | 1. September 1918 | 11. November 1918 |